# Hans-Kurt Hill

Hans-Kurt Hill

Hans-Kurt Hill (* 21. Juli 1950 in Heusweiler) ist ein deutscher Politiker (Die Linke).

## Leben

### Ausbildung und Beruf
Nach dem Besuch der Hauptschule und Handelsschule absolvierte Hill eine Ausbildung zum Kaufmann im Groß- und Außenhandel. Von 1971 bis 1973 leistete er den Wehrdienst ab.
Hill bildete sich über die Höhere Wirtschaftsfachschule und das Telekolleg fort und war bis 1981 bei der Niederlassung der Daimler-Benz AG in Saarbrücken tätig. Anschließend arbeitete er als Vertriebsleiter der Saar-Leasing AG und danach von 1984 bis 1991 als Vertriebsleiter der GTH KG. Bis 1994 war Hill Geschäftsführer in weiteren Unternehmen. Seit 1994 ist er selbständig.

### Parteimitgliedschaften
Bis 1994 gehörte Hill der SPD an und war ausschließlich auf kommunaler Ebene in seinem Heimatort politisch aktiv.
1998 wurde er Mitglied der PDS und war von 1999 bis 2003 Landesgeschäftsführer der PDS im Saarland. Hill war von 2003 bis zur Fusion mit der WASG Landesvorsitzender der PDS bzw. der Linkspartei. Dem Landesvorstand der Partei Die Linke gehört er seit dem Parteitag am 9. September 2007 nicht mehr an. Vom November 2009 bis November 2015 war er erneut Mitglied des Landesvorstandes der Linken im Saarland. Im Juni 2010 wurde er als Kreisgeschäftsführer und war von 2013 bis Oktober 2014 stellvertretender Vorsitzender des Kreisverbandes Saarbrücken. Seit Oktober 2009 ist er, nach Einzug der Linken in den Gemeinderat in Heusweiler, der Fraktionsführer der Fraktion. Er ist Mitglied im Personal- und Finanzausschuss seiner Gemeinde. Weiter ist er Mitglied der Arbeitsgruppe "Energy and Climate Policies" in der Europäischen Linken.

### Abgeordneter
Hans-Kurt Hill war in der 16. Wahlperiode (also von 2005 bis 2009) Mitglied des deutschen Bundestages. Hier war er energiepolitischer Sprecher der Linksfraktion. Er war über die Landesliste Saarland 2005 in den Bundestag eingezogen.
Er war ordentliches Mitglied im Ausschuss für Ausschuss für Umwelt, Naturschutz und Reaktorsicherheit und Stellvertretend in den Ausschüssen für Ernährung, Landwirtschaft und Verbraucherschutz und für Wirtschaft und Technologie.
Als Abgeordneter war er Mitglied des Beirates der Bundesnetzagentur für Elektrizität, Gas, Telekommunikation, Post und Eisenbahnen, Bonn, und Mitglied Parlamentarischen Beirates des Bundesverband BioEnergie e. V. (BBE), Bonn.

### Lokalpolitik
Nach seiner Karriere im Bundestag engagiert sich Hans-Kurt Hill im Gemeinderat seiner Heimatgemeinde Heusweiler. Dort gehört er seit 2019 dem GLN-Klimabund an, einem Zusammenschluss aus Mitgliedern von Grünen, Linken und NÖL.

## V-Mann-Affäre
Hans Lafontaine, der um fünf Minuten ältere Zwillingsbruder von Oskar Lafontaine, bezichtigte Hans-Kurt Hill als V-Mann des Verfassungsschutzes gewesen zu sein. Lafontaine arbeitete von 2006 bis 2007 im Wahlkreisbüro von Hill. Die Linke Saarland wurde bis 2009 vom Verfassungsschutz beobachtet. Als Lafontaine Akteneinsicht beantragte, fielen ihm handschriftliche Anmerkungen auf, die er Hill zuordnete. Er beauftragte einen Graphologen, der dies bestätigte. Daraufhin wandte sich Lafontaine an Gregor Gysi und beantragte einen Parteiausschluss Hills. Die Parteispitze der Linken beauftragte jedoch ein weiteres handschriftliches Gutachten, das Lafontaines Verdacht nicht bestätigte. Auch der Verfassungsschutz dementierte eine Zusammenarbeit mit Hill. Daraufhin verklagte Hill Hans Lafontaine und bezichtigte diesen der üblen Nachrede und Verleumdung. Lafontaine bedauerte 2015 die Affäre, da sie zu einem Zerwürfnis mit seinem Bruder führte, hielt jedoch weiter an seinen Vorwürfen fest.